# 罗运通

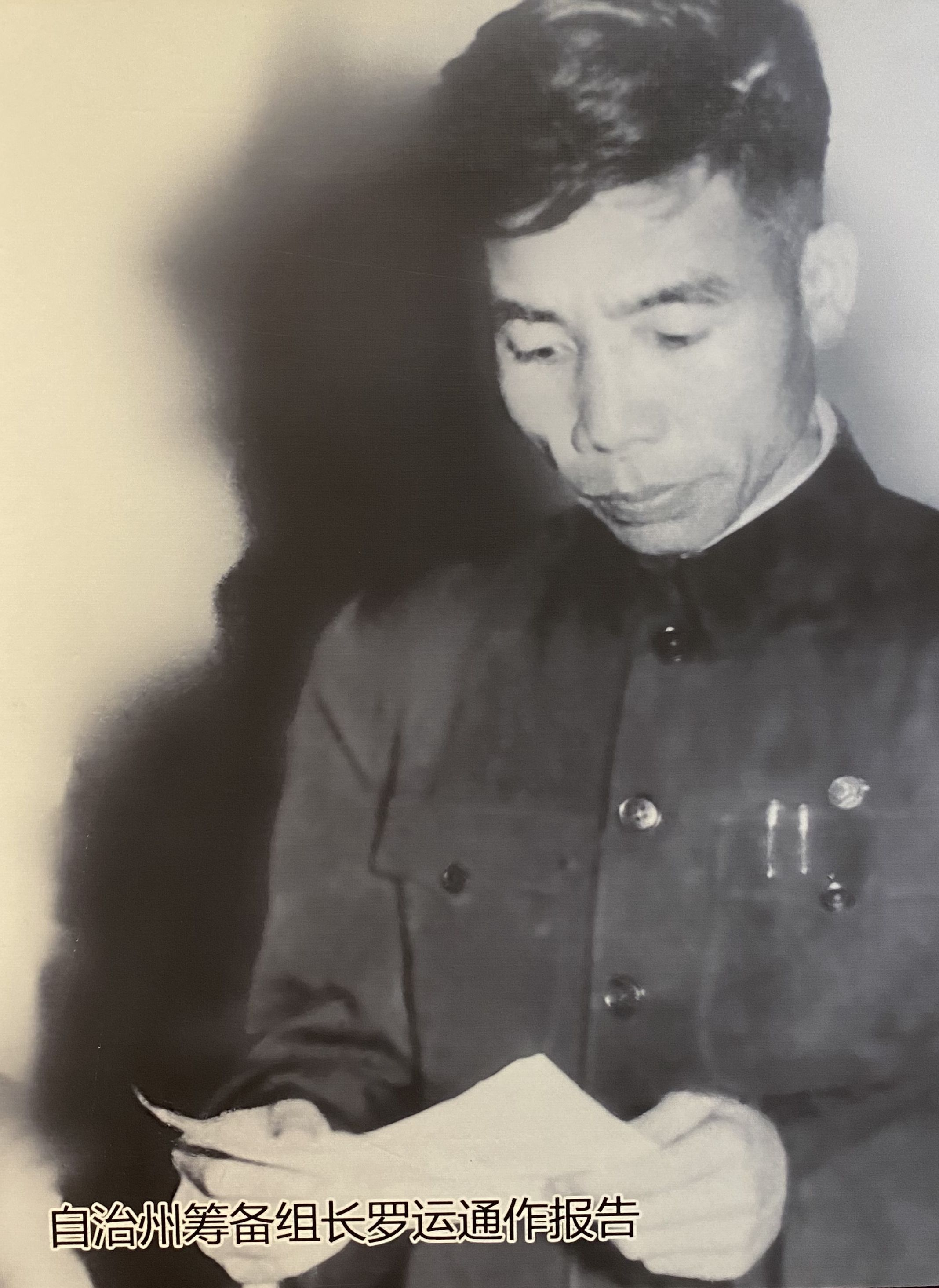
文山壮族苗族自治州筹备组长罗运通作报告

罗运通（1929年1月—2004年6月30日），男，壮族，云南丘北人，中华人民共和国政治人物，曾任云南省政协副主席，第二、三届全国人大代表。